# Doug Livingstone
Dugald "Doug" Livingstone (ur. 25 lutego 1898 w Alexandrii, zm. 15 stycznia 1981 w Marlow) – szkocki piłkarz grający na pozycji obrońcy, a następnie trener.

## Kariera piłkarska
Swoją karierę piłkarską Livingstone rozpoczął w Celtiku, w którym zadebiutował w 1917 roku. W 1919 roku wywalczył z nim mistrzostwo Szkocji. W Celticu grał do 1921 roku.
W 1921 roku Livingstone przeszedł do Evertonu. W 1926 roku odszedł do Plymouth Argyle. Z kolei w 1927 roku wrócił do Szkocji i został zawodnikiem Aberdeen. Występował w nim do 1930 roku. W latach 1930–1933 był graczem Tranmere Rovers, w którym zakończył swoją karierę.

## Kariera trenerska
Po zakończeniu kariery piłkarskiej Livingstone został trenerem. Prowadził takie kluby jak: Sparta Rotterdam, Newcastle United, Fulham i Chesterfield. W 1955 roku zdobył z Newcastle Puchar Anglii.
W latach 1951–1953 Livingstone był selekcjonerem reprezentacji Irlandii, a w latach 1953−1954 – reprezentacji Belgii. Tę drugą poprowadził w 1954 roku na mistrzostwach świata w Szwajcarii. Belgia zremisowała na nich 4:4 z Anglią i przegrała 1:4 z Włochami.